# Pasiphila rivalis
Pasiphila rivalis là một loài bướm đêm trong họ Geometridae.